# Торф, Оскар Михайлович
Оскар Михайлович Торф (20 мая 1888, Нарва, Петербургская губерния — 27 сентября 1951, Ленинград, СССР) — советский командир периода гражданской войны в России, участник Первой мировой войны. Кавалер двух орденов Красного Знамени.

## Биография
Родился в эстонской семье 20 мая 1888 года, из рабочих. Окончил два класса городского училища. С 1907 по 1908 состоял в партии эсеров. В 1909 году призван в ряды Русской императорской армии, впоследствии демобилизован. Работал на Путиловском заводе вместе с братом Александром. С началом Первой мировой вновь призван в армию, где воевал на Северо-Западном и Западном фронте, уже тогда распространяя пропаганду большевизма среди однополчан, демобилизован повторно в 1917 году. Вновь вернулся на Путиловский завод.

### Гражданская война в России
В 1918 году поступил на службу в РККА, в том же году вступил в ВКП(б). Был назначен на должность взводного инструктора Нарвского партизанского отряда. В февраля выступил с отрядом красноармейцев на оборону Нарвы и Ямбурга от немецких войск. В боях был контужен. Одним из первых был направлен на 1-е курсы красных командиров в Петрограде. После окончания курсов, в октябре того же года приставлен командиром взвода Рязанского маршевого батальона. Менее чем через неделю назначен командиром роты, а спустя полмесяца доверили батальон. Вскоре из двух батальонов был сформирован 1-й Рязанский пехотных полк. Батальон Торфа вёл боевые действия против интервентов на подступах к Архангельску, однако погодных условия и неравные с противником силы не позволили продвинуться советским войскам. Через время командование подготовила план операции по захвату Архангельска. Было подготовлено две колоны, в левую вошел батальон Торфа. Первой задачей было взятие Большей Озёрки, но сходу атака не удалась, батальон Торфа терял бойцов. Ситуацию изменил пакет из штаба, который принёс связной комбата. Командир колоны П. А. Солодухин приказал открыть неприятелю путь на Онегу. Хитрость плана была проста: заставить противника думать, что путь на Онегу — единственный выход из сложившейся ситуации и оставить на той дороге засаду.

И противник клюнул на приманку. Понимая, что рано или поздно упрямые красные ворвутся в село и истребят их, белогвардейцы и французские интервенты решили воспользоваться открывшейся возможностью вырваться из окружения. Но едва их передовые колонны потянулись по дороге через лес, притаившиеся в засаде бойцы О. Торфа открыли меткий огонь. Прискакали красные конники. Неся потери от пуль и клинков, вражеский отряд разбежался по лесу.— Книга Полетаева О.; Нугиса А. «Огненные годы». Торф О.М. "Верность воинскому долгу".
Итогом этой операции стал разгром войск белогвардейцев и интервентов, было взято в плен 60 человек, 35 ручных пулемётов, вещевой склад и 150 подвод с различным военным имуществом. Весной 1919 года войска генерала Юденича начали наступление на Петроград, поэтому с целью усилить оборону командование решило задействовать лучшие части, в том числе и батальон Торфа. С началом боевых действий, Оскар Михайлович назначен на должность заместителя командира полка. В разгар боёв, Торфа отозвали на должность командира 12-го стрелкового полка. Уже в боевой обстановке комполка знакомился с бойцами, командирами, материальной частью и так далее. У полка была серьёзная проблема: укомплектованный в большинстве своем солдатами и командирами, служившими ранее у белоказачьего атамана Дутова, он был насыщен антисоветскими элементами. Торф провёл изменения в командном составе, обновив его петроградскими коммунистами и комсомольцами. Среди бойцов была проведена большая организационная и политическая работа, кроме того состав был пополнен рабочими. Помощь Оскару Михайловичу оказывал комиссар Смирнов Сергей Антонович, именно он вместе с Торфом несколько дней проводили работу с составом, искореняя у состава желание дезертировать и сдаться в трудный момент. Их совместный труд дал плоды и полк политически и морально окреп, кроме того он стал одним из лучших в 6-й дивизии.
Перед дивизией лежал путь на Ямбург. Полк Торфа продвигался вдоль побережья Копорского залива и по дороге Копорье-Котлы. В июле полк захватил несколько деревень и закрепился недалеко от деревни Копорье. Постоянный огненный шквал белогвардейских войск не дал возможность продвижению части. 5 июля состоялось совещание дивизии, на которой присутствовали командиры и комиссары полков. На том заседании, было принято решение тылового обхода «белых» по реке Систа и неожиданному удару по противнику. Белогвардейцы рассчитывали на защиту леса и почти непроходимых болот, множество ручьев и озёр. Задачу обхода поручили полку Торфа. Вечером того дня, в штаб полка прибыл начдив Силодухин. Всю ночь командиры вели разработку операции, после чего целый день готовили полк к манёвру. Ночью 7 июля бойцы полка вышли в тыл противника у деревни Нарядово. Развернув полк в цепь, красноармейцы с ходу атаковали «белых». Такой манёвр привёл к панике в рядах противника и те побежали из деревни, оставляя в качестве трофеев гаубицы, орудия, снаряды, порох, лошадей, полевую кухню и так далее. Потери «красных» были минимальны: 1 убитый, 3 раненых. За два дня были разгромлены 2-й Островский и 1-й Уральский полки белогвардейцев, взято в плен 80 солдат, 1 офицер, множество трофеев. Было взято 12 деревень, уничтожена укрепленная полоса противника, были созданы условия для удара немецкой и ямбургской группировки Юденича с фланга. Эта победа произвела большое впечатление в Петрограде и в штабе Западного фронта. О ней писали газеты, а Петроградский Совет и Петроградский комитет партии прислали ценные призы для награждения 25 самых отличившихся бойцов, среди этих призов были часы и серебряные портсигары с гравировкой «От Петроградского Совета рабочих и красноармейских депутатов». Восемь наиболее отличившихся бойцов и командиров, в том числе и Оскар Торф были представлены к ордену Красного Знамени. Победы формирований под командованием Торфа приводили к нанесению новых ударов по противнику и побед над ними. Формирование Оскара Михайловича, также, поучаствовало в разгроме полка князя Левина.

##### Бои против эстонцев
1 декабря 1919 года 2-ю бригаду перебросили на новый участок. Тут она встретилась со свежими силами эстонской армии. Красные полки предприняли попытки выбить эстонцев. Им удалось выйти на линии река Луга — мыза Мариенгов — деревня Сала. Эстонцы укрепились на позициях своей государственной границы и вели упорное сопротивление. Вот как описывал в своём рапорте комбриг начальнику дивизии: «несмотря на то, что во время операции временами стояли морозы до 22 градусов, доблестные 49-й, 50-й и 51-й стрелковые полки… неудержимо, самоотверженно, с величайшим мужеством и героизмом бросались в ожесточённешие атаки на дерзкого врага в продолжение дня и ночи по нескольку раз, выполняя приказ — во что бы то ни стало взять город Нарву…».
В этот период 49-й полк Торфа вёл бои в районе деревень Кошкино и Сала. Первая находилась под контролем полка, а вторая под белогвардейцами на другом берегу реки Луга. Между ними стояла мыза Мариенгоф, заменявшая крепость. Её станы были выложены из плитняка и служили надёжным укрытием от пуль и снарядов. Мыза имела огромное значение. При взятии красными данного участка, эстонцам пришлось бы отступать к самой Нарве.
На мызу наступали два полка бригады, 49-й и 50-й, которые поддерживали артиллерия. Личный состав на протяжении недели штурмовал крепость, неся потери. Тогда Торф сосредоточил на самом важном участке наступление наиболее боеспособный второй батальон Н. С. Соколова, пополненный бойцами. Был поставлен приказ: выбить врага с мызы. Батальон двинулся в атаку и после долгих кровопролитных боёв взял укрепление. Позднее Оскар Торф представил Соколова к награде, написав: «Нет слов описать мужество, храбрость и энергию, проявленные как со стороны красноармейцев, так и командного состава. Бой длился 7-8 часов. Командный состав из всех трех батальонов, которые были брошены на поддержку второму батальону, почти целиком погиб, но комбат т. Соколов продолжал наступление и мыза Мариенгоф была взята…». В бою многие бойцы и командиры отличались мужеством, что видел командир полка, находившийся среди них. В том бою он заметил как 13-летний мальчик, помогал санитарам перевязывать раны и выносить раненых под шквальным огнём противники. Этим мальчиком оказался сын крестьянина из деревни Кошкино. Его звали Федя Семенов. Комполка был восхищен действиями юноши и представил его к ордену Красного Знамени. Это был один из немногих случаев, когда гражданские малолетнего возраста представлялись к боевой награде. Торф предстал к награде и других отличившихся бойцов. Сам командир, от имени ВЦИК Советов, получил золотые часы.
Данная победа досталась дорогой ценой, но при этом открыла дорогу на Нарву. Дальнейшее наступление было отменено перемирием, заключенным с Эстонией. В дальнейшем полк Оскара Торфа занимался охраной советско-эстонской государственной границы.

#### Война с Польшей
Весной 1920 года появилась угроза войны в западных и южных районах страны. ЦК принял решение давать отпор польской армии. На Западные и Юго-Западные фронты отправлялись дополнительные силы Красной армии. В Беларусь была переброшена 6-я стрелковая дивизии, в составе которой находился полк Торфа. Она вошла в состав 15-й армии А. И. Корка и вскоре стала одной из лучших соединений на Западном фронте.
С рассветом 14 мая части дивизии из района южнее Полоцка вместе с войсками фронта перешли в наступление. 17-я (бывшая 2-я) бригада получила задачу прорвать фронт поляков на реке Туровля и захватить город Диену. Главную роль в прорыве сыграл полк Торфа. Под его руководством соединение практически без потерь выполнило задачу. При формировании реки Туровля между бойцами и командирами возникало здоровое соперничество. Глубина реки, отсутствие бродов, губительный огонь поляков, не смогли сдержать и помешать прорыву полка. В документах на награждение Торфы отмечалось: «воодушевляемый им полк… с пением „Интернационала“ бросился в атаку на белополяков в районе фольварка Антсвиль, где частью разбил 33-й пехотный Ломжинский полк, захватив 4 пулемета и другие трофеи, и, продолжая теснить противника, на другой день… достиг города Диены, который захватил без боя, так как противник в панике бежал … В этих боях Оскар Торф проявил выдающуюся самоотверженность, храбрость и личным примером воодушевлял красноармейцев и комсостав».
За боевые отличия в мае 1920 года Оскар Торф был награждён своим первым орденом Красного Знамени.
Стремительное наступление РККА заставило польское командование сосредоточить на Западном фронте крупные силы. Против 6-й дивизии встала свежая, не участвующая в боях Галицийская дивизия. Ей удалось оттеснить красных к озеру Соша и к 13 июню закрепиться в старых германских окопах на восточном берегу, около деревень Кобылинка и Каменный Вал. Полки 16-й бригады 6-й дивизии и 33-й бригады 11 дивизии получили приказ отбросить польские части на правый берег. Но поляки сдерживали натиск. Тогда в бой пошел 49-й полк Торфа. После обмена артиллерийскими ударами, бойцы полка поднялись в бой. Поляки находились в хорошо устроенных окопах, имели много вооружения, несмотря на это они не выдержали натиска. В приказе Реввоенсовета Республики № 8 от 8 января 1921 г. о повторном награждении Оскара Торфа орденом Красного Знамени, говорилось: «т. Торф так умело распределил силы полка при наступлении, что прославленные галицийские полки, будучи опрокинутыми, в панике бежали на западный берег р. Соши, оставив на поле сражения горы трупов».
Полк начал преследование бегущих врагов, но, не поддержанный с флангов, занял вражеские позиции и удерживал их до рассвета. На рассвете поляки с новыми силами двинулись в атаку и вытеснили полк. Перед новым наступлением командование решило провести тщательную артподготовку. Три артбатареи в течение получаса наносили удары по позициям неприятеля, а затем 49-й и 50-й полк двинулись в атаку. Их прорыв увлёк за собой соседние части 33-й бригады 11 дивизии. В штыковой атаке красные выбили врага из окопов и погнали их к реке, не давая возможности перегруппироваться. Поляки были разгромлены, потеряв много людей и техники. Командующий 15-й армией Корк объявил полкам 17-й бригады благодарность за блестящее выполнение боевой задачи. За этот бой Торф и получил свой второй орден Красного Знамени.
После небольшого затишья в начале июля войска Западного фронта вновь перешли в широкое наступление. 17-й бригаде предстоял рейд по узким тропам вязких болот и только перед вражескими позициями полк развернулся в боевой порядок. На рассвете первым выступил 49-й, за ним 50-й полк. Среди бойцов в атаке участвовал Оскар Торф. Поляки оттесняли бойцов в болота по пояс, но останавливаться было нельзя — трясина быстро засасывала. После того как болота и густой березняк остались позади наступавших, полк сосредоточился возле позиций польской армии в ста шагах.
По сигналу тяжелые и лёгкие батареи открыли огонь по переднему краю обороны поляков. После часовой артподготовки, бойцы полка пошли в атаку. Преодолев препятствия, после часового боя, красноармейцы выбили поляков из окопов, захватив множество трофеев: от оружия до полевой кухни.
Продвигаясь, полк Торфа захватил фольварк и вышел на линии южнее озера Межужоль. Рядом успешно атаковал 50-й полк. Постоянным наступлением и штыковыми атаками, бригада вышла к реке Березина. В течение ночи шёл бой с укрепившимся врагом, мешавшим форсировать реку. К рассвету бригада смогла перебраться к другому берегу. Восточнее фольварка у деревни Дедино польские офицеры собрали оставшихся солдат и засев на высоте, попытались задержать наступление РККА. Но при поддержке орудий 4-й батареи красноармейцы полка Торфа с налёта овладели высотой и выбили от туда поляков. 14 июля Красной армией был взять город Лида. Через восемь дней бригада вышла к реке Неман и в ночь на 22 июля захватила горевшую железнодорожную станцию Мосты.
Для поиска бродов через Неман были высланы разведчики. Но быстро формировать реку не удалось. Только после того, как соседняя бригада обошла поляков с тылу и ударила по ним, бойцы 49-го и 50-го полка начали форсирование реки. Полкам удалось взять рубежи на Немане и поляком пришлось отступать.
В середине августа польское командование собрало большие силы. Им удалось прорвать фронт в нескольких местах. Началось масштабное отступление Красной армии из Польши. Отступала и 6-я дивизии в составе которой находился 49-й полк. Уставшие и измученные боями бойцы Торфы отбивались от наступления поляков, иногда переходя в контратаки, стараясь зацепиться за каждый клочок белорусской земли. Часто 49-й полк прикрывал отход всей бригады. Оскар Торф приложил много усилий, чтобы сохранить боеспособность и стойкость бойцов. К провалам на фронте, Оскару пришло ещё одна ужасное известие: при отступлении из Варшавы в бою погиб его младший брат Александр, командир взвода одной из частей Красной армии.
Прекращение боевых действий с Польшей застало бригаду на рубеже реки Березина. До весны 1921 года полк Торфа нёс охрану демаркационной линии в Белоруссии. В мае 1921 года 49-й полк перебросили в Воронежскую губернию для борьбы для охраны порядка.

### После войны
Осенью 1921 года Оскар Торф подал рапорт в штаб 6-й дивизии с просьбой направить его учиться на Военно-академические курсы высшего командного состава, только что созданные при Военной академии РККА в Москве. Просьбу его удовлетворили. В течение 10 месяцев он провёл за партой, перенимая военную науку у преподавателей. После окончания курсов его направили в Западную Сибирь на должность помощника командира 29-й Вятской стрелковой дивизии. Однако вскоре Торфа командировали в распоряжение командующего войсками Восточно-Сибирского военного округа. В это время Иоганн Бебрис, старый командир прославленного 76-го Карельского полка, уезжал в Москву в Военную академию. На его место и назначили Оскара Торфа. В течение трёх лет он был командиром данного полка. В мае 1932 советское правительство приняло решение создать ряд специальных академий РККА. Руководителем одной из таких академий стал Оскар Михайлович. Вместе с товарищами по общему делу занимался подготовкой кадров, которые впоследствии и начали массовое перевооружение армии 30-х годов. Годы войны и тяжелого труда дали свои отрицательные результаты и уже в 1935 году Торф был уволен по состоянию здоровья в звании комбрига. При условиях знакомства и хороших отношений с верхними чинами военной власти, Оскар Михайлович не афишировал это. Он был женат, имел двоих детей. Проживал в небольшой обставленной комнатке с небольшим имуществом. Самыми ценными вещами, что у него были, это два ордена Красного Знамени, золотые часы, именное оружие — трёхлинейная винтовка и «наган».
В первые дни Великой Отечественной войны Оскар Торф вместе с семьей эвакуировался в Новосибирск. Хотя он неоднократно выражал горячее желание добровольцем идти на фронт, врачебная комиссия из-за плохого состояния здоровья отказывала ему в этом. Однако во все трудные военные годы Оскар Михайлович вел активную общественную работу, помогал молодежи в военкоматах осваивать военное дело, стремясь по мере своих сил внести вклад в дело разгрома врага.
После войны Оскар Торф с семьей вернулся в Москву. В 1948 году он переехал в Ленинград, где жил вплоть до своей смерти 27 сентября 1951 года.